# Alexandre V (roi de Macédoine)
Pour les articles homonymes, voir Alexandre V et Alexandre de Macédoine.
Alexandre V, mort en 294 av. J.-C., est un roi de Macédoine de la dynastie des Antipatrides qui règne entre 297 et 294.

## Biographie
Il est l'un des fils de Cassandre et de Thessaloniké. Par sa mère, fille de Philippe II, il est donc le neveu d'Alexandre le Grand. Vers 298-297 av. J.-C., son père meurt et est remplacé par son fils aîné Philippe IV. Mais celui-ci meurt peu après et le royaume est partagé entre Alexandre et son dernier frère Antipater. Alexandre reçoit la partie ouest du royaume, à l'ouest du fleuve Axios, actuel Vardar. Il épouse, à une date inconnue, Lysandra, fille de Ptolémée Ier.
Cependant l'entente entre les deux frères ne dure pas. Antipater fait assassiner leur mère au prétexte qu'elle a favorisé Alexandre dans le partage. Celui-ci s'affole et face aux visées de son frère appelle alors à son secours Pyrrhus, le roi d'Épire, et Démétrios Poliorcète. Pyrrhus intervient rapidement, rétablit la situation au profit d'Alexandre (le partage initial est rétabli) et pour prix de son intervention se fait céder d'importantes provinces frontalières de son royaume. Aussi lorsque paraît Démétrios, Alexandre n'a plus qu'une idée en tête, s'en débarrasser, le projet étant de l'assassiner au cours d'un banquet. Démétrios aurait eu vent du projet d'assassinat, qu'il anticipe en faisant tuer Alexandre et certains de ses amis à Larissa en Thessalie en 294 au cours d'un dîner où Alexandre s'est rendu sans ses gardes. Démétrios devient alors roi de Macédoine à la place d'Alexandre.

## Sources antiques
- Diodore de Sicile, Bibliothèque historique [détail des éditions] [lire en ligne], XX.
- Justin, Abrégé des Histoires philippiques de Trogue Pompée [détail des éditions] [lire en ligne], XIV, 1-7.
- Plutarque, Vies parallèles [détail des éditions] [lire en ligne], Démétrios, 36-37 ; Pyrrhus, 6.